# 瑞雲舎
株式会社瑞雲舎（ずいうんしゃ）は、日本の出版社。1994年創業。絵本を中心に出版している

## 表彰
択捉島北東の蘂取村で小学生生活を過ごしていた三船志代子の文章で、林真紀子が絵を担当する絵本、「ばあちゃんのしべとろ－わたしのふるさとは『北方領土』－」が、上坂冬子の序文がつけられて2004年2月に瑞雲舎から出版された。ソ連軍侵攻前の択捉島の蘂取村の村民の平和な生活ぶりが書かれ、元島民の無念さがにじみ出ている貴重な絵本であるとして、第1回「四島とわたし」絵本コンクール（平成13年度）最優秀作品に選出されている。